# Lepidochrysops elgonae
Lepidochrysops elgonae is een vlinder uit de familie van de Lycaenidae. De wetenschappelijke naam van de soort is voor het eerst geldig gepubliceerd in 1950 door Stempffer.